# گری استیونز
گری استیونز (به انگلیسی: Gary Stevens) زادهٔ ۲۷ مارس ۱۹۶۳ بازیکن فوتبال اهل انگلستان بود که سابقهٔ بازی در تیم ملی فوتبال انگلستان را در کارنامهٔ خود دارد. وی در تاریخ ۶ ژوئن ۱۹۸۵ نخستین بازی ملی خود را در مقابل تیم ملی فوتبال ایتالیا انجام داد و با حضور در ۴۶ بازی ملی، در تاریخ ۳ ژوئن ۱۹۹۲ واپسین بازی ملی‌اش را در برابر تیم ملی فوتبال فنلاند برگزار کرد.
وی در جام جهانی فوتبال ۱۹۸۶ مکزیک در کنار گری ا. استیونز در تیم ملی فوتبال انگلستان حضور یافت.